# Xenasmatella christiansenii
Xenasmatella christiansenii (Parmasto) Stalpers – gatunek grzybów należący do rodziny woskóweczkowatych (Xenasmataceae).

## Systematyka i nazewnictwo
Pozycja w klasyfikacji według Index Fungorum: Xenasmatiella, Xenasmataceae, Russulales, Incertae sedis, Agaricomycetes, Agaricomycotina, Basidiomycota, Fungi.
Po raz pierwszy gatunek ten opisał w 1965 r. Erast Parmasto, nadając mu nazwę Cristella christiansenii. Do rodzaju Xenasmatiella przeniósł go Joast A. Stalpers w 1996 r. Pozostałe synonimy:
- Phlebiella christiansenii (Parmasto) K.H. Larss. & Hjortstam 1987
- Trechispora christiansenii (Parmasto) Liberta 1966

## Morfologia
Owocnik kruchy, gładki, oprószony, mączysty lub mniej lub bardziej siateczkowaty, o wymiarach 6–7 × 4–4,5 μm. Bazydiospory elipsoidalne, 6–7 × 4–4,5 μm, pokryte tępymi kolcami o długości do 1 μm.

## Występowanie i siedlisko
W Polsce po raz pierwszy stanowisko tego gatunku podali Holec i inni w 2019 r.
Nadrzewny grzyb saprotroficzny rozwijający się na martwych pniach drzew nagonasiennych.